# Las Lajas, Copala
Las Lajas är en ort i Mexiko.   Den ligger i kommunen Copala och delstaten Guerrero, i den södra delen av landet, 300 km söder om huvudstaden Mexico City. Las Lajas ligger 27 meter över havet och antalet invånare är 464.
Terrängen runt Las Lajas är platt. Havet är nära Las Lajas söderut. Runt Las Lajas är det ganska tätbefolkat, med 54 invånare per kvadratkilometer. Närmaste större samhälle är Marquelia, 7,7 km öster om Las Lajas. Omgivningarna runt Las Lajas är en mosaik av jordbruksmark och naturlig växtlighet.